# Circuito Brasileiro de Voleibol de Praia Masculino Sub-17 de 2019
O Circuito Brasileiro de Voleibol de Praia Sub-17 de 2019, também chamado de Circuito Banco do Brasil de Vôlei de Praia Sub-17  foi a terceira edição da principal competição nacional de Vôlei de Praia na categoria Sub-17 na variante masculina, com apenas uma etapa realizada no período de 4 a 7 de abril de 2019.

## Resultados

### Circuito Sub-17
| Evento                                             | Ouro                         | Prata                           | Bronze                      | Quarto lugar                     |
| Etapa João Pessoa, Paraíba 4 a 7 de abril de 2019. | Heitor Almeida Abdineas Neto | Jean Albert Filho Flávio Júnior | João Vitor Lima Rafael Rosa | Federico Mieszkowski Isac Adolfo |